# Commissaire Finot
Le Commissaire Finot (Chief O'Hara en version anglaise originale) est un personnage de fiction de l'univers de Mickey Mouse créé en 1939 par Merrill De Maris et Floyd Gottfredson pour les studios Disney. Chef de la police de Mickeyville, il fait régulièrement appel à Mickey Mouse lors d'affaires particulièrement délicates que ni lui, ni son adjoint l'inspecteur Duflair ne sont capables de résoudre.
Il fait sa première apparition le 20 mai 1939 dans Attention au fantôme noir ! (Outwits The Phantom Blot), qui marque dès le début son incapacité à démasquer seul les criminels qui sévissent à Mickeyville. C'est d'ailleurs dans cette même histoire que l'un des plus dangereux d'entre eux fait également ses débuts : le Fantôme noir (Phantom Blot). À partir des années 1950, il a été régulièrement utilisé dans les histoires italiennes et françaises, toujours aussi démuni devant les forfaits de bandits comme Pat Hibulaire, Oscar Rapace ou Tom Pouce et Mâchefer.
Son nom à consonance irlandaise en version originale est inspiré du fait qu'une grande partie des policiers new-yorkais dans les années 1930 étaient des immigrants irlandais.
Le commissaire Finot apparaît également dans les séries télévisées Mickey Mania et Disney's tous en boîte.

## Nom dans différents pays
- Allemagne : Kommissar Hunter
- Angleterre : Chief Seamus O'Hara
- Brésil : Coronel Cintra
- Chine : 奥哈拉 警官 (Àohālā jǐngguān)
- Colombie : Jefe Cejas
- Danemark : Politimester Striks
- Espagne : Jefe O'Hara
- Finlande : Simo Sisu
- France : Commissaire Finot
- Grèce : Επιθεωρητής Ο'Χάρα
- Indonésie : Pak O'Hara
- Islande : Bjargfastur
- Italie : Basettoni
- Japon : オハラ警部 (Ohara-keibu), オハラ署長 (Ohara-shochō), フンター警部 (Funtā-keibu), 署長 (shochō), 銀行のハンターさん (ginkō no Hantā-san), 長考 (chōkō)
- Mexique : Jefe Cejas
- Norvège : Politimester Fiks
- Pays-Bas : Commissaris O'Hara, Commissaris Hunter
- Pologne : Komisarz O'Hara
- Québec : Chef O'Hara
- Suède : Kommissarie Karlsson, Kommissarie Sherloch, O'Hara
- République tchèque : O'Hara